# 河愛杏里
河愛杏里（日语：河愛杏里，1988年9月3日—），日本AV女優。所屬事務所是CoCoプロモーション。
出身於東京都。血型是O型。身高145cm。三圍:B82(B罩杯)、W57、H80cm。
2007年從AV界出道。扮演蘿莉系AV女優。

## 外部連結
- 河愛杏里のblog （页面存档备份，存于） - 官方部落格
- CoCoプロモーション（有限会社パッション） （页面存档备份，存于） - 所屬事務所